# Rainer Hannig
Rainer Hannig, né le 19 août 1952 à Eime et mort le 29 janvier 2022, est un égyptologue allemand. Il est le rédacteur d'un dictionnaire de l'égyptien du Moyen Empire en trois volumes.

## Biographie

### Études
Rainer Hannig étudie l'égyptologie, la lexicographie et la linguistique à Dortmund, Göttingen, Heidelberg et Tübingen. À Tübingen, il obtient un diplôme de maîtrise en 1979 avec son mémoire Erzählung und Rede in Papyrus Westcar. À Heidelberg, il effectue un doctorat et publie sa thèse sous le titre Der Kernbereich des mittelägyptischen Verbalsystems.

### Carrière
De 1984 à 1987, il est professeur invité d'égyptologie à l'institut d'histoire des civilisations anciennes (en) de la Northeast Normal University (en) à Changchun, faisant de lui le premier conférencier d'égyptologie en Chine.
De 1988 à 2000, Rainer Hannig travaille au musée Roemer et Pelizaeus à Hildesheim. Pendant ce temps, dans le cadre d'un projet DFG, il saisit l'occasion de mener des recherches en Égypte. Il y découvre la tombe d'Iri-en-achti, un vizir jusqu'alors inconnu de la VIe dynastie.
En 2002, avec Günter Dreyer, il dirige le projet Wesirgrab-Projekt, une fouille de l'Institut archéologique allemand au cimetière mastaba du complexe pyramidal de Gizeh.
À partir de 2003, Rainer Hannig enseigne l'égyptologie en tant que professeur honoraire à l'université de Marbourg.
Il est l'auteur du Hannig-Lexica, une série de dictionnaires qui contient la collection la plus complète au monde de mots égyptiens anciens issus de textes hiéroglyphes et hiératique pour l'époque de l'Ancien au Nouvel Empire et plus de cent mille références d'exemples. Jusqu'en 2021, cinq volumes du Hannig-Lexica ont été publiés (en 1997, 1999, 2000, 2003 et 2006). Le 6e volume Ägyptisches Wörterbuch III. Neues Reich est en préparation en janvier 2022.
Hannig a publié en juin 2020 sur son site internet des recherches sur le manuscrit de Voynich où il affirme que la langue du manuscrit serait l'ancien hébreu, dans une écriture inconnue.

### Vie privée
Rainer Hannig est marié à l'égyptologue Daniela Rutica et vit à Warstein.

### Décès
Il meurt le 29 janvier 2022 à l'âge de 69 ans.

## Publications
- Hannig-Lexica : Die Sprache der Pharaonen. (2800-950 v. Chr.) [« La langue des pharaons (2800-950 avant Jésus-Christ) »]
  - Tome 1 : (de) Die Sprache der Pharaonen. Großes Handwörterbuch Ägyptisch-Deutsch [« La Langue des pharaons. Grand dictionnaire égyptien-allemand »], Darmstadt, Zabern, coll. « Kulturgeschichte der Antiken Welt » (no 64), 2015, 6e éd. (1re éd. 1995) (ISBN 978-3-8053-4935-2).
  - Tome 2, avec Petra Vomberg : (de) Wortschatz der Pharaonen in Sachgruppen. Kulturhandbuch Ägyptens [« Vocabulaire des pharaons en groupes de matières. Guide de la culture égyptienne »], Mayence, Zabern, coll. « Kulturgeschichte der Antiken Welt » (no 72), 2015, 2e éd. (1re éd. 1999) (ISBN 978-3-8053-4473-9).
  - Tome 3 : (de) Die Sprache der Pharaonen. Großes Handwörterbuch Ägyptisch-Deutsch [« La Langue des pharaons. Grand dictionnaire égyptien-allemand »]  (2e édition inchangée), Darmstadt, Zabern, coll. « Kulturgeschichte der Antiken Welt » (no 86), 2014 (1re éd. 1995) (ISBN 978-3-8053-4759-4)[7].
  - Tome 4 : (de) Altes Reich und Erste Zwischenzeit [« Ancien Empire et Première Période intermédiaire »], Mayence, Zabern, coll. « Kulturgeschichte der Antiken Welt » (no 98), 2003 (ISBN 3-8053-3088-X).
  - Tome 5 : (de) Mittleres Reich und Zweite Zwischenzeit [« Moyen Empire et Deuxième Période intermédiaire »], Mayence, Zabern, coll. « Kulturgeschichte der Antiken Welt » (no 112), 2006 (ISBN 3-8053-3690-X).
- Zur Paläographie der Särge aus Assiut [« Sur la paléographie des cercueils d'Assiout »], Hildesheim, Gerstenberg, 2006, XXVII-930 p.  (ISBN 3-8067-8569-4)[8].
- Pseudopartizip und sDm.n=f. Der Kernbereich des mittelägyptischen Verbalsystems [« Pseudoparticipe et sDm.n=f. La zone centrale du système verbal égyptien moyen »] (collection Hildesheimer Ägyptological Contributions, 32), Hildesheim, Gerstenberg, 1991,  (ISBN 3-8067-8123-0).
- Voynisch-Hebräisch - Der Weg zur Entzifferung = [« Voynich - Hébreu : le chemin vers le déchiffrement »], publié en ligne le 07/06/2020 [9]